# Tierra Verde (Teksas)
Tierra Verde je naseljeno mjesto za statističke potrebe u američkoj saveznoj državi Teksas. Prema popisu stanovništva iz 2010. u njemu je živjelo 277 stanovnika.